# Алонте
Алонте (італ. Alonte, вен. Alonte) — муніципалітет в Італії, у регіоні Венето, провінція Віченца.
Алонте розташоване на відстані близько 400 км на північ від Рима, 75 км на захід від Венеції, 23 км на південний захід від Віченци.

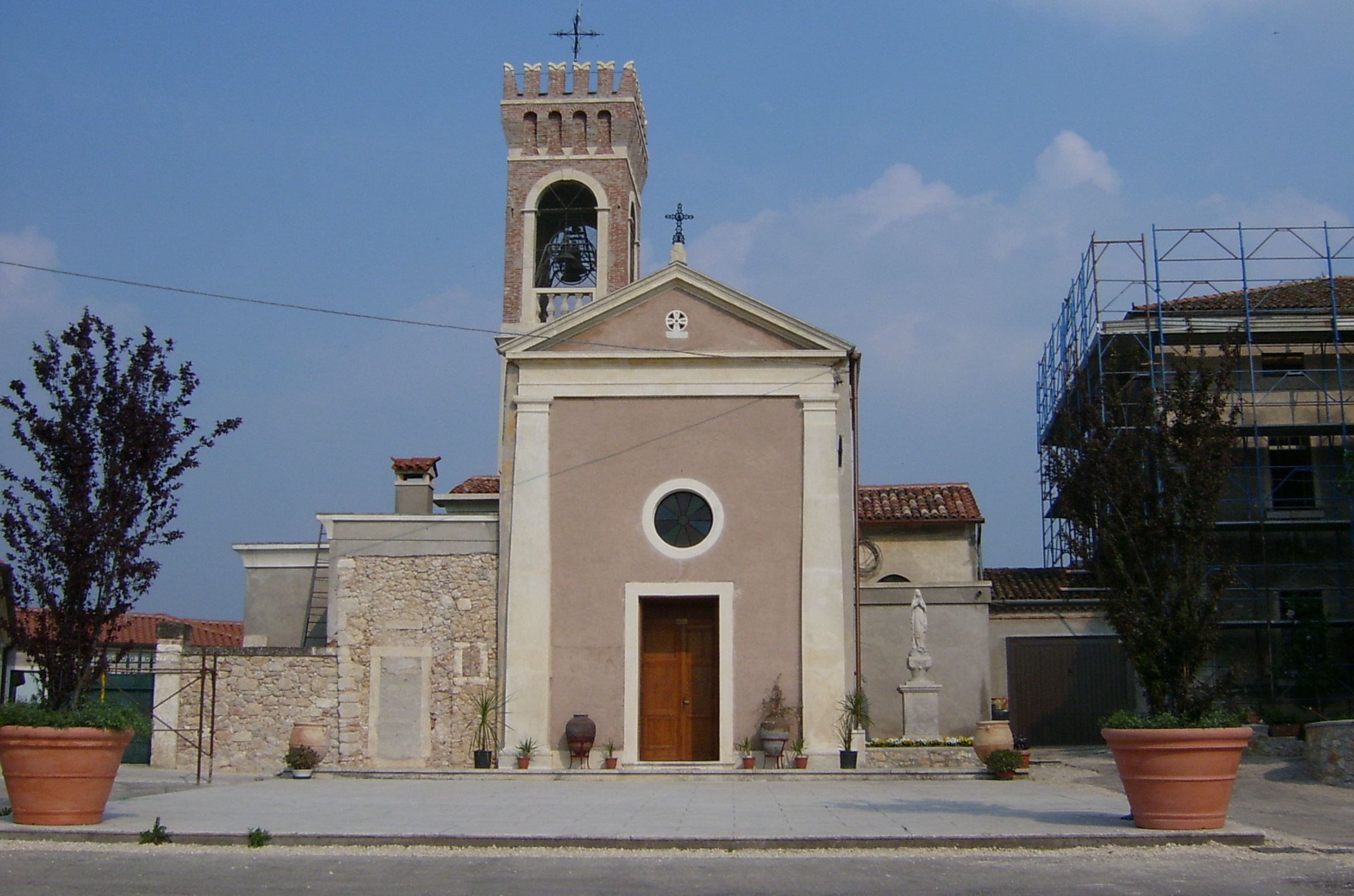

Населення — 1665 осіб (2014).

## Демографія
Населення за роками:

Станом на 1 січня 2023 року в муніципалітеті офіційно проживало 76 іноземців з 24 країн, серед них 23 громадяни країн Євросоюзу та 2 громадяни України.

## Сусідні муніципалітети
- Лоніго
- Орджано
- Сан-Джермано-дей-Беричі